# St-Martin (Tremblay)

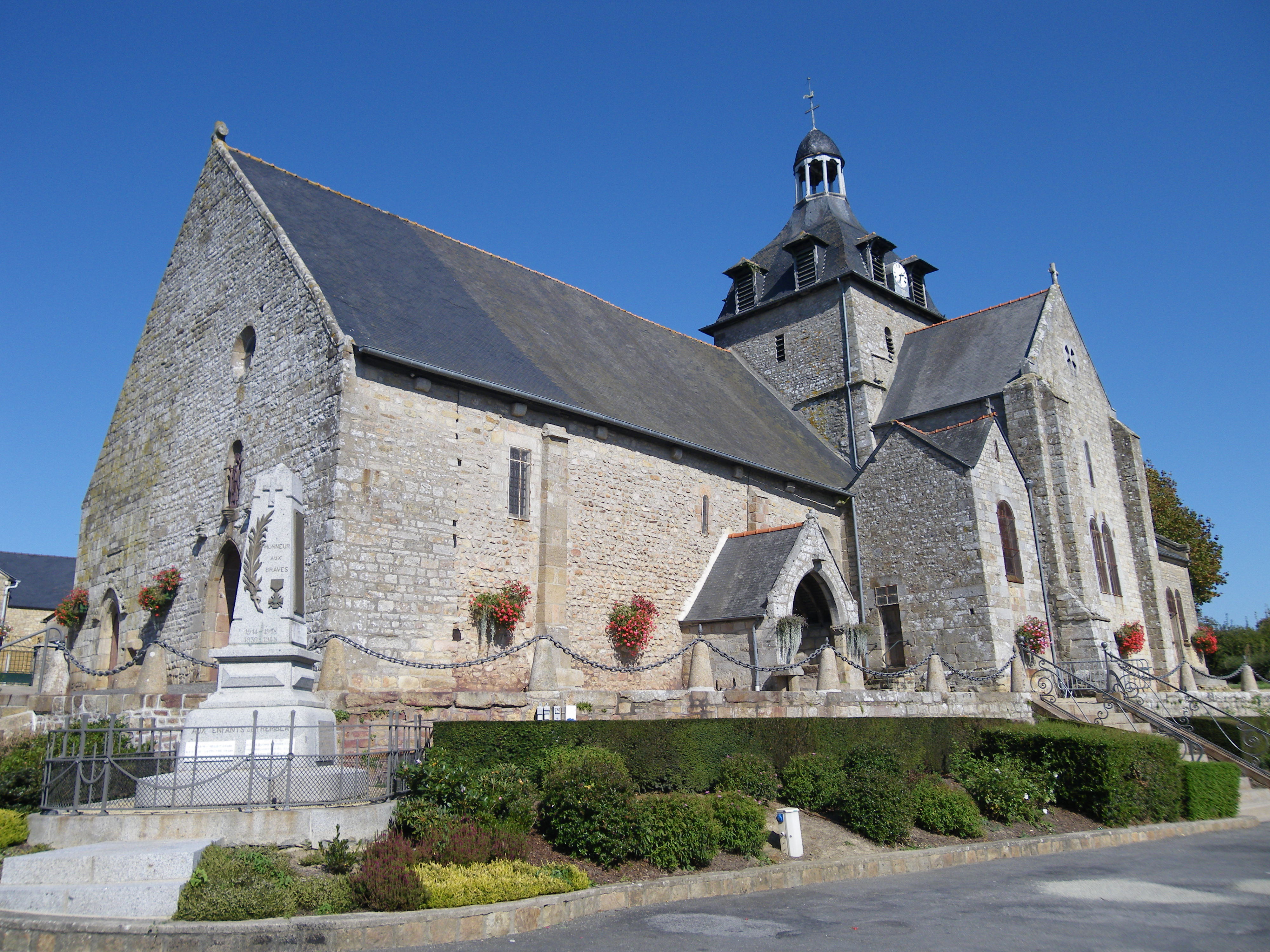
Kirche St-Martin in Tremblay

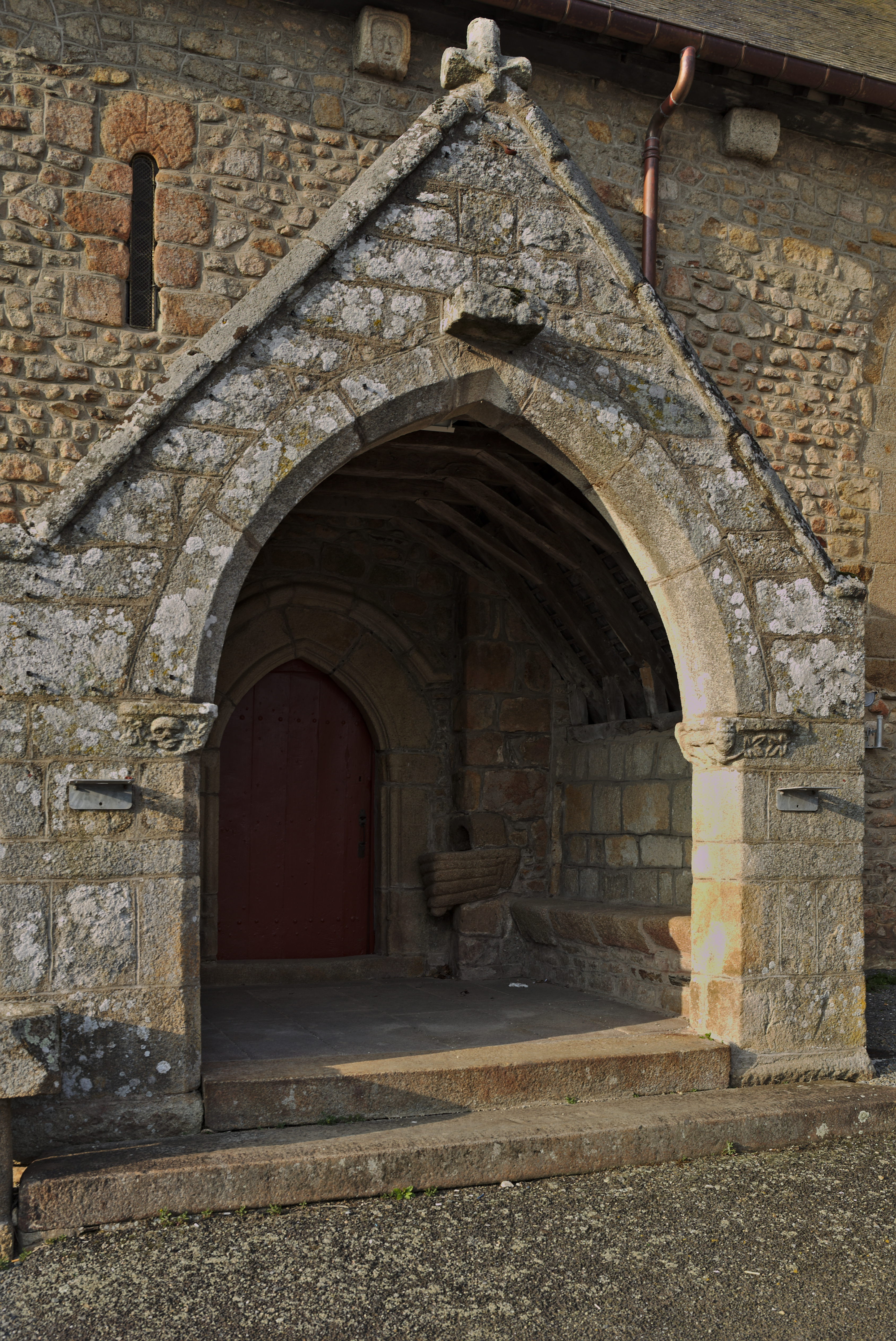
Portal mit Vorbau

Die katholische Kirche St-Martin in Val-Couesnon, einer französischen Gemeinde im Département Ille-et-Vilaine in der Region Bretagne, wurde ursprünglich im 11. Jahrhundert von der Benediktinerabtei Saint-Florent bei Saumur errichtet und im 16. und 19. Jahrhundert verändert. 
Die dem heiligen Martin geweihte Kirche ist seit 1926 als Monument historique klassifiziert.

## Architektur
Vom romanischen Bau ist das einfache Kirchenschiff, das Querschiff und das Chorjoch mit Steingewölbe erhalten. Die Apsidiolen wurden nach einem Brand 1801 abgerissen. Die Vierung wird von Arkaden eingefasst. 
Das südliche und das nördliche Portal stammen ebenfalls aus romanischer Zeit. Die mit Profil versehenen Archivolten ruhen auf Konsolen, die mit Menschenköpfen oder Masken verziert sind.
Im 16. Jahrhundert wurde ein nördliches Seitenschiff angebaut, wobei die Rundbogenarkaden auf dicken Rundpfeilern ruhen. 

## Ausstattung
Von der Ausstattung sind die Heiligenfiguren aus dem 16. bis 18. Jahrhundert erwähnenswert. 
Der Baldachin des barocken Hauptaltars aus dem 18. Jahrhundert wurde 1919 als Monument historique klassifiziert.